# Sonargaon
Sonargaon (bengalisch সোনারগাঁও) ist ein historisch bedeutsamer Ort mit etwa 5.000 Einwohnern und ein Verwaltungsbezirk (upazila) mit ca. 300.000 Einwohnern im Narayanganj-Distrikt in Bangladesch.

## Lage und Klima
Sonargaon liegt nur etwa 2 km westlich des Flusses Meghna und ca. 30 km nördlich von dessen Einmündung in die Padma in einer Höhe von etwa 15 m. Die Landeshauptstadt Dhaka ist nur etwa 32 km (Fahrtstrecke) in nordwestlicher Richtung entfernt. Das Klima ist zumeist schwülwarm und regenreich (ca. 2020 mm/Jahr); nur die Monate November bis März sind vergleichsweise trocken.

## Bevölkerung
Der weitaus größte Teil der Menschen lebt – verteilt auf zahlreiche Dörfer – auf dem Land. Sie sind in der überwiegenden Mehrheit Muslime und betätigen sich als Bauern, Tagelöhner und Kleinhändler. Der weibliche Bevölkerungsanteil ist ca. 10 % niedriger als der männliche.

## Wirtschaft
Die Schwemmlandböden in der Umgebung des Ortes sind äußerst fruchtbar; vielerorts sind zwei bis drei Ernten pro Jahr möglich. Die Region war bereits in der Antike für ihre feingewebten Stoffe bekannt, die über die nahegelegenen Flüsse verschifft werden konnten. In den ersten Jahrzehnten des 21. Jahrhunderts gab es viel Streit um die Einrichtung eines Gewerbegebiets, wodurch ein Verlust von ca. 71 ha Agrarfläche entstand.

## Geschichte
Ungefähr 50 km nördlich von Sonargaon befindet sich das bereits von antiken Autoren erwähnte Wirtschafts- und Handelszentrum Wari-Bateshwar. Später herrschten hier die vorwiegend hinduistischen Vanga-, Samatata-, Sena- und Deva-Dynastien. In der Spätzeit des islamischen Sultanats von Delhi wurde Bengalen von Gouverneuren regiert; faktisch waren diese jedoch weitgehend unabhängig. Im Jahr 1338 wurde das eigenständige Sultanat Sonargaon gegründet, das jedoch in der Zeit Shamsuddin Ilyas Shahs im neugegründeten Sultanat von Bengalen aufging. Die Stadt Sonargaon war eine der drei Hauptstädte und besaß ein eigenes Münzprägerecht. Zur Zeit Sher Shah Suris (reg. 1540–45) und seiner Nachfolger bildete Sonargaon das östliche Ende einer quer durch den Norden Indiens verlaufenden Handelsstraße (heute Grand Trunk Road). Ab dem Jahr 1576 stand Bengalen unter der Herrschaft der in Delhi, Agra und Lahore residierenden Großmoguln, deren Herrschaftsgebiet jedoch zwischen Lokalfürsten und der Zentralgewalt umkämpft blieb und im späten 18. und frühen 19. Jahrhundert sukzessive von den Briten übernommen wurde.

## Sehenswürdigkeiten

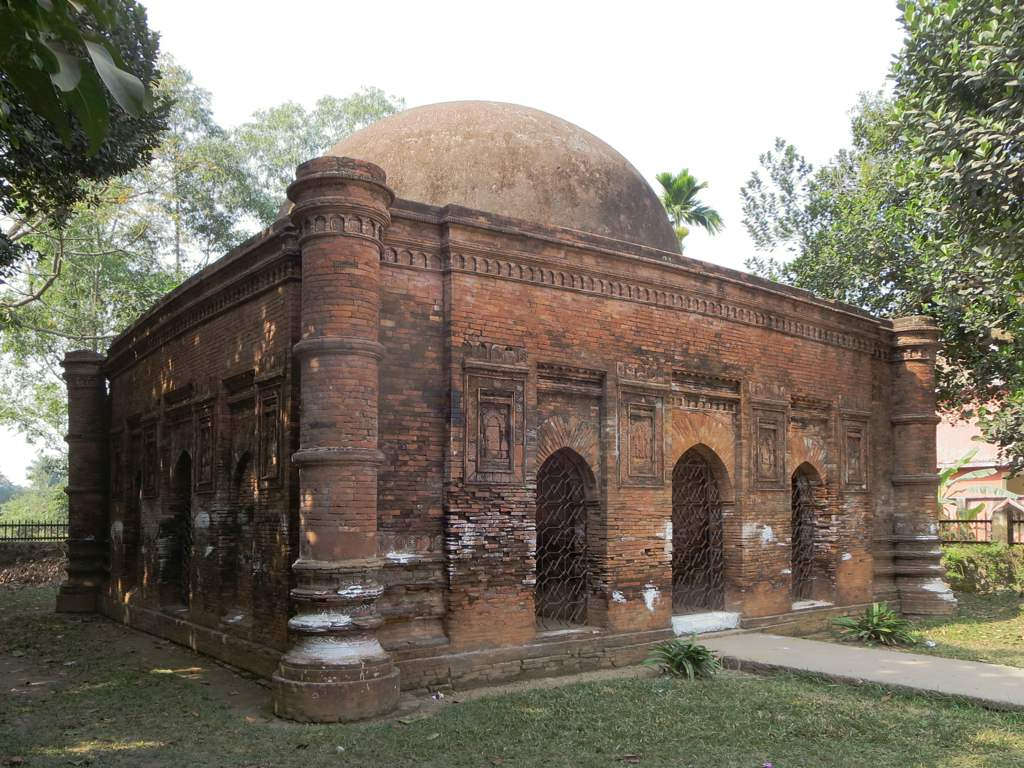
Goaldi Masjid

Archäologische Zeugnisse aus vorislamischer Zeit sind nicht erhalten. Die muslimischen Bauten sind jedoch imposant und von großer kulturhistorischer Bedeutung.
- Aus dem frühen 15. Jahrhundert stammt das Kenotaph für Ghiyasuddin Azam Shah († 1411), den 3. Sultan von Bengalen. Man hat jedoch den Eindruck, dass der pavillonartige Einfassungsbau mit seinen bereits industriell gefertigten Gittern (jalis) im 19. oder gar frühen 20. Jahrhundert hinzugefügt worden ist.
- Im frühen 16. Jahrhundert entstand die als Grabmoschee für Alauddin Husain Shah († 1519) konzipierte Goaldi Masjid, ein ehemals verputzter und weitestgehend symmetrischer Ziegelsteinbau mit gekappt wirkenden Ecktürmchen und einer zentralen Kuppel. Alle vier Fassaden sind – wie im bengalischen Stil üblich – in der Mitte leicht erhöht und verfügen über Blendnischen und Gesimse als Dekor.

Umgebung
- In dem ca. 1,5 km nördlichen gelegenen Vorort Panam City entstanden zur Zeit der Britischen Herrschaft mehrere repräsentative Wohnpaläste. In einem der villenartigen Bauten ist heute die Bangladesh Folk Arts and Crafts Foundation untergebracht.